# Comté de Hardeman (Tennessee)
Pour les articles homonymes, voir Comté de Hardeman.
Le comté de Hardeman est un comté de l'État du Tennessee, aux États-Unis.
Au recensement de 2020, la population était de 25 462 habitants. Son siège est Bolivar. 